# 38-я пехотная дивизия (вермахт)
38-я пехотная дивизия (нем. 38. Infanterie-Division) — тактическое соединение сухопутных войск вооружённых сил нацистской Германии периода Второй мировой войны. Сформированная в июле 1942 года, она просуществовала чуть больше 15 месяцев, прежде чем была уничтожена в боях на Восточном фронте в ноябре 1943 года.

## История
38-я пехотная дивизия была сформирована 7 июля 1942 года на территории Мюнстерского тренировочного центра в 11-м военном округе во время 20-й волны мобилизации Вермахта. Она формировалась под руководством генерал-лейтенанта Фридриха-Георга Эберхардта, кавалера Рыцарского креста, бывшего командира 60-й моторизованной дивизии.
После несения гарнизонной службы в Гааге вскоре после формирования, дивизия в декабре 1942 была переброшена на север оккупированной Франции. Она использовалась там в качестве оккупационных войск. В январе 1943 года дивизия была усилена и переброшена в Сен-Назер для защиты побережья в составе  7-й армии.
В марте 1943 года дивизия была переброшена на Восточный фронт и дислоцировалась на западном берегу реки Северский Донец, юго-восточнее Славянска. Здесь дивизия прошла через окопную войну в последующие месяцы, вплоть до начала отхода немецких частей. В начале сентября дивизия  в составе 30-го армейского корпуса отошла к Днепру через Артемовск, Константиновку и Павлоград. В этом районе она пробыла до октября 1943 года.
23 октября из остатков дивизии была сформирована 38-я дивизионная группа, которая перешла в оперативное подчинение 62-й пехотной дивизии. Потери, понесённые во время битвы за Днепр, привели к тому, что 38-я пехотная дивизия официально прекратила своё существование 14 ноября 1943 года. Штаб дивизии, управление связи и подразделения снабжения расформированной дивизии были переданы 276-й пехотной дивизии.

## Местонахождение
- с июля по август 1942 (Франция)
- с августа по декабрь 1942 (Нидерланды)
- с декабря 1942 по март 1943 (Франция)
- с марта по ноябрь 1943 (СССР)

## Подчинение
- 88-й армейский корпус 15-й армии группы армий «D» (август 1942 - январь 1943)
- 25-й армейский корпус 7-й армии группы армий «D» (январь - апрель 1943)
- 30-й армейский корпус 1-й танковой армии группы армий «Юг» (апрель - октябрь 1943)
- 52-й армейский корпус 1-й танковой армии группы армий «Юг» (октябрь - ноябрь 1943)
- 57-й танковый корпус 1-й танковой армии группы армий «Юг» (ноябрь 1943)

## Командиры
- генерал-лейтенант Фридрих-Георг Эберхардт (7 июля 1942 - 25 августа 1943)
- генерал-майор Кнут Эбердинг (25 августа - 14 ноября 1943)

## Состав
- 108-й пехотный полк (нем. Infanterie-Regiment 108)
- 112-й пехотный полк (нем. Infanterie-Regiment 112)
- 138-й артиллерийский полк (нем. Artillerie-Regiment 138)
- 138-й противотанковый дивизион (нем. Panzerjäger-Abteilung 138)
- 138-й разведывательный батальон (нем. Aufklärungs-Abteilung 138)
- 138-й сапёрный батальон (нем. Pionier-Bataillon 138)
- 138-й батальон связи (нем. Nachrichten-Abteilung 138)
- 138-й отряд материального обеспечения (нем. Nachschubtruppen 138)
- 138-й полевой запасной батальон (нем. Feldersatz-Bataillon 138)